# ACS Nano
ACS Nano è una rivista scientifica peer-reviewed che si occupa del mondo delle nanotecnologie (in ogni suo campo), pubblicata  a partire dal 2007 da American Chemical Society. ACS Nano è attualmente indicizzata in: CAS, MEDLINE/PubMed and Web of Science.
L'attuale editore è Paul Weiss.. Il fattore di impatto del giornale nel 2014 è 12.881 Web of Science.